# Blackburn Rovers Football Club 2024-2025
Questa voce raccoglie le informazioni riguardanti il Blackburn Rovers Football Club nelle competizioni ufficiali della stagione 2024-2025.

## Maglie e sponsor
| Casa | Trasferta | Terza divisa |

Sponsor ufficiale: Huboo
Fornitore tecnico: O'Neills

## Rosa
Aggiornata al 26 settembre 2024.
| N. |                        | Ruolo | Calciatore          |
| -- | ---------------------- | ----- | ------------------- |
| 1  | Inghilterra (bandiera) | P     | Aynsley Pears       |
| 2  | Inghilterra (bandiera) | D     | Callum Brittain     |
| 3  | Inghilterra (bandiera) | D     | Harry Pickering     |
| 4  | Inghilterra (bandiera) | D     | Kyle McFadzean      |
| 5  | Scozia (bandiera)      | D     | Dominic Hyam        |
| 6  | Norvegia (bandiera)    | C     | Sondre Tronstad     |
| 7  | Islanda (bandiera)     | C     | Arnór Sigurðsson    |
| 8  | Inghilterra (bandiera) | C     | Todd Cantwell       |
| 9  | Senegal (bandiera)     | A     | Makhtar Gueye       |
| 10 | Inghilterra (bandiera) | C     | Tyrhys Dolan        |
| 11 | Inghilterra (bandiera) | D     | Joe Rankin-Costello |
| 12 | Ungheria (bandiera)    | P     | Balázs Tóth         |
| 13 | Inghilterra (bandiera) | P     | Joe Hilton          |
| 14 | Austria (bandiera)     | D     | Andreas Weimann     |

| N. |                         | Ruolo | Calciatore              |
| -- | ----------------------- | ----- | ----------------------- |
| 15 | Inghilterra (bandiera)  | D     | Danny Batth             |
| 16 | Inghilterra (bandiera)  | D     | Scott Wharton           |
| 17 | Inghilterra (bandiera)  | D     | Hayden Carter           |
| 19 | Galles (bandiera)       | A     | Ryan Hedges             |
| 20 | Inghilterra (bandiera)  | A     | Harry Leonard           |
| 21 | Inghilterra (bandiera)  | C     | John Buckley            |
| 23 | Giappone (bandiera)     | A     | Yūki Ōhashi             |
| 24 | Galles (bandiera)       | D     | Owen Beck               |
| 27 | Inghilterra (bandiera)  | C     | Lewis Travis (capitano) |
| 33 | Inghilterra (bandiera)  | C     | Amario Cozier-Duberry   |
| 34 | Inghilterra (bandiera)  | P     | Jack Barrett            |
| 42 | Inghilterra (bandiera)  | C     | Lewis Baker             |
|    | Sierra Leone (bandiera) | A     | Augustus Kargbo         |
|    | Nigeria (bandiera)      | A     | Emmanuel Dennis         |